# Obléhání Kraku des Chevaliers (1271)
Obléhání Kraku des Chevaliers (též Crac des Chevaliers, neplést se zajordánským Krakem des Moabites) vojsky mamlúckého sultána Bajbarse se událo 3. března až 8. dubna roku 1271. Po dlouhá léta jej měl v držení jako svou základnu řád johanitů (hospitalitů), který ho přebudoval v největší křižáckou pevnost ve Svaté zemi se sídlem velmistra řádu. Hrad zabezpečoval severní území Tripolského hrabství. Dne 8. dubna 1271 hrad padl za pomoci podvodu do rukou sultána Bajbarse, poté, co byli rytíři mylně přesvědčeni, že hrabě z Tripolisu kapituloval.

## Historie

### Stav hradu před obléháním

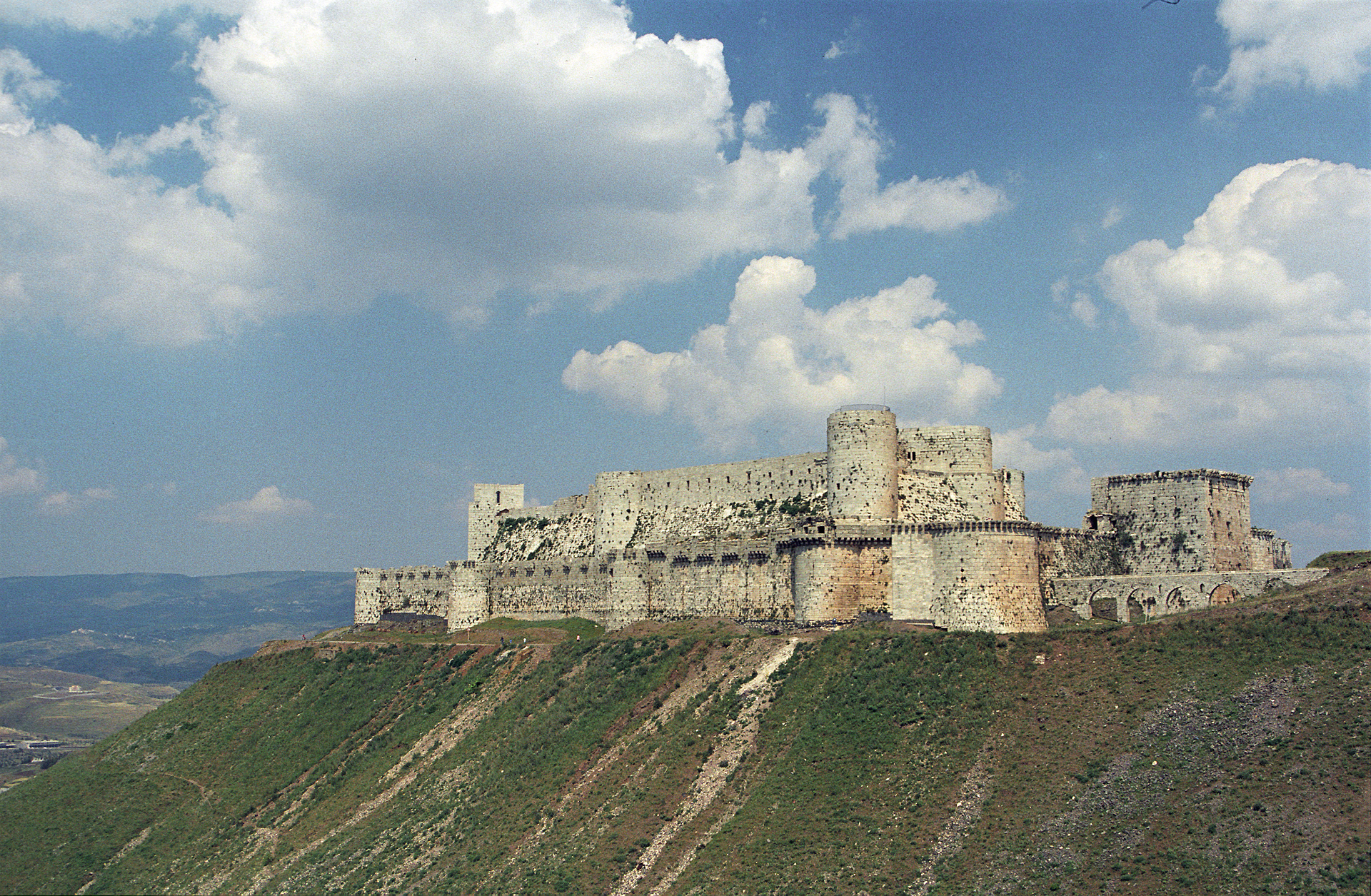
Krak des Chevaliers dnes

Řád johanitů získal původní pevnost vystavěnou emírem z Aleppa v roce 1144 darem od tripolského hraběte Raimonda II., účastnícího se první křížové výpravy. Johanité postupně hrad přestavěli a rozšířili o vnější zdi tři metry do tloušťky a sedm věží o průměru 8–10 metrů, čímž vznikl koncentrický hrad. V něm byla přítomna posádka padesáti až šedesáti řádových rytířů a řádové vojsko v počtu dvou tisíc pěších řadových bratrů původem z prostých vrstev. Ve 12. století měla pevnost vybudovaný příkop s padacím mostem vedoucí k postranním branám. Uvnitř disponovala obytnými budovami, klenutými kamennými stájemi schopných pojmout až tisíc koní a skladištními prostory dvacet metrů dlouhých, přičemž další byla vyhloubena ve skále pod hradem. V jedné z věží také sídlil velmistr řádu.
Hrad musel být několikrát opravován. V roce 1163 byl obléhán emírem Núr ad-Dínem a v roce 1188 opět egyptským sultánem Saladinem, v obou případech neúspěšně. Roku 1217 účastník páté křížové výpravy uherský král Ondřej II. dal ještě více zesílit vnější zdi a finančně podpořil hradní posádku. Na anglického krále Eduarda I., který se zúčastnil deváté křížové výpravy, zřejmě zapůsobil Krak des Chevaliers natolik, že po jeho vzoru poté stavěl své hrady v Anglii a Walesu.
Podle odhadů by byli johanité schopni odolávat obléhání až 5 let.

### Dobytí mamlúky

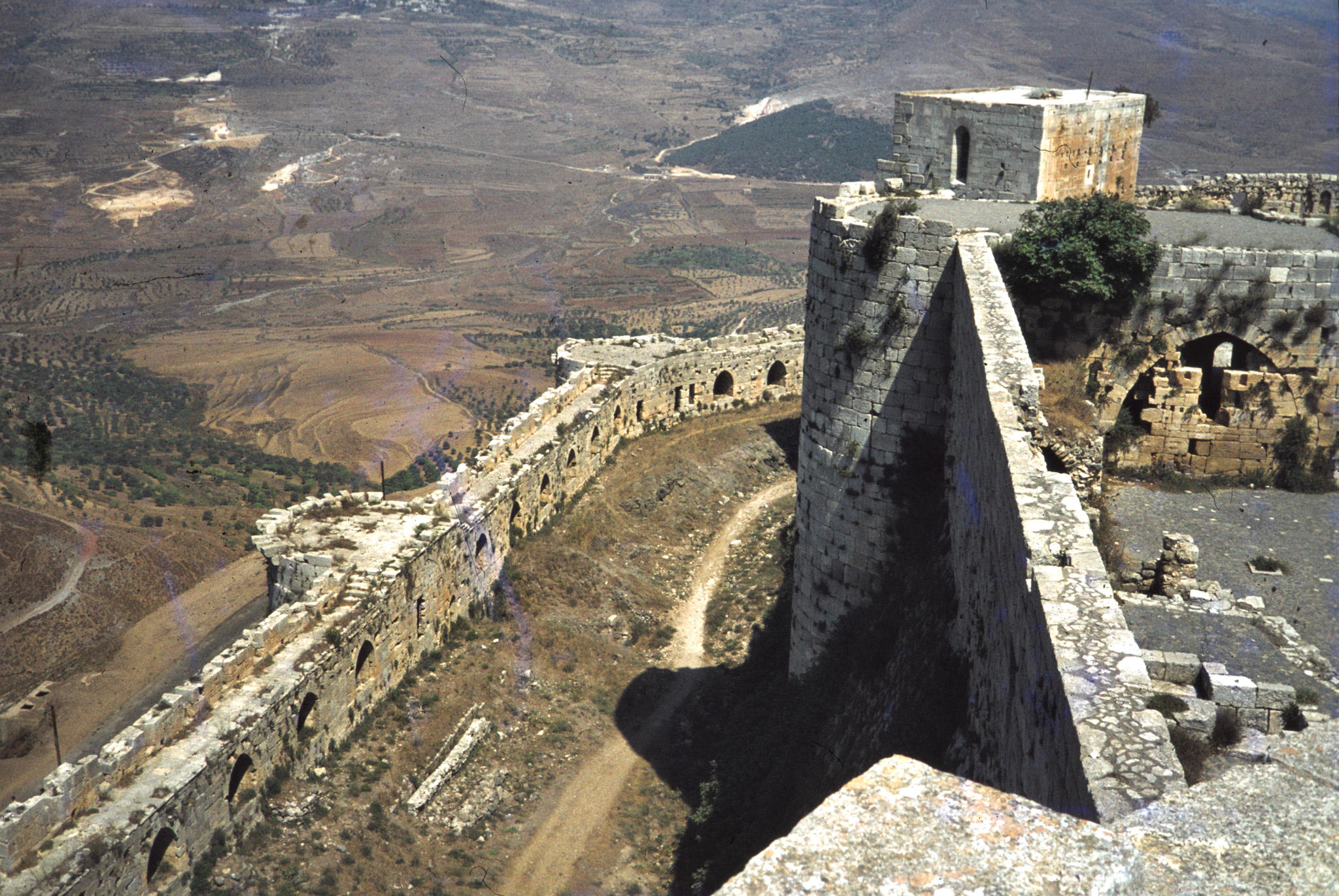
Prostor mezi vnitřní a vnější bránou

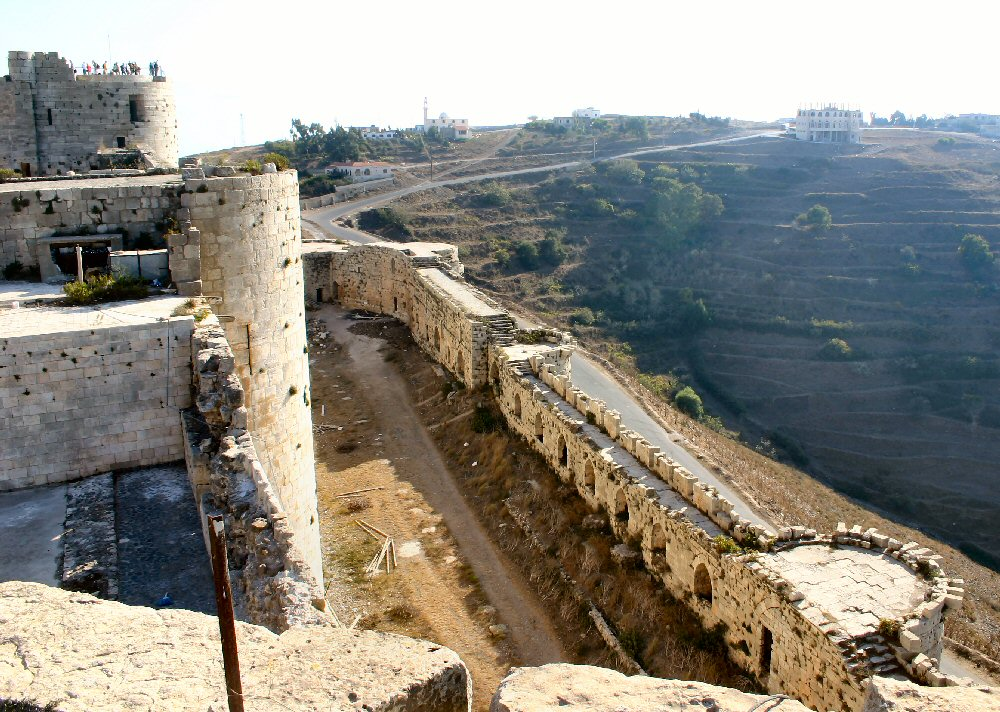
Prostor mezi vnitřní a vnější zdí

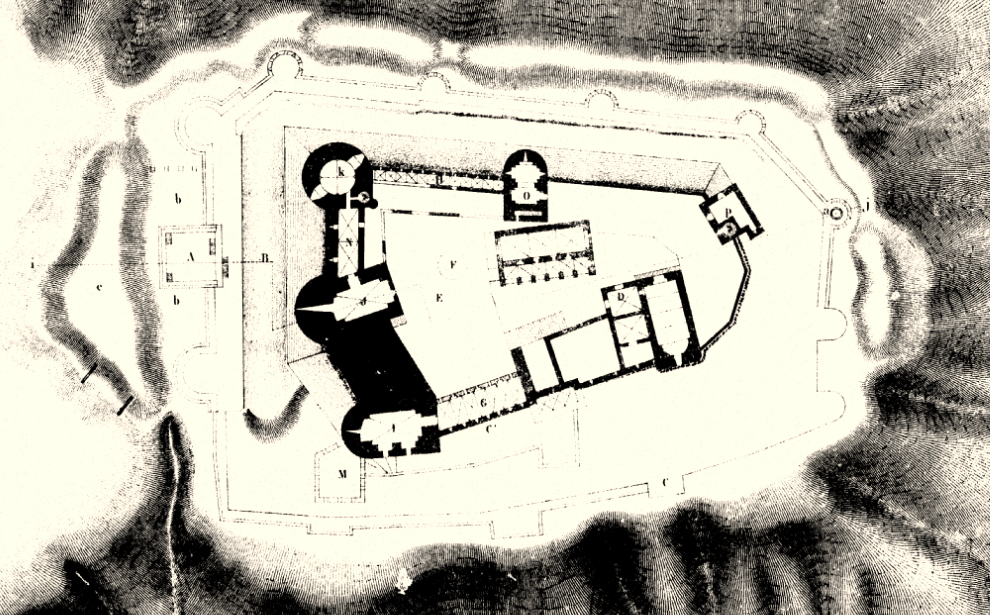
Půdorys Kraku des Chevaliers (1871)

Sultán s armádou dorazili k hradu dne 3. března 1271. Předtím byl už několik dní zřejmě pečlivě odříznut od okolí mamlúckými oddíly a Bajbars se stihl vypořádat se všemi menšími hrady v okolí včetně templářského Chastel Blancu. Průběh obléhání zaznamenal aleppský učenec a současník Izz al-Dín ibn Šaddad, i když mu přímo nebyl osobně přítomen.
V té době se už do hradu stihli stáhnout rolníci z širého okolí, jimž byl vyhrazen vnější prostor mezi pásy hradebních zdí. Bajbars nechal po svém příchodu postavit katapulty na ostřelování hradu. Podle Ibn Šaddada bylo o dva dny později obsazena první obranná linie, čímž měl patrně na mysli zdmi obehnané podhradí nacházející se před vchodem do pevnosti.
Obléhání na krátko přerušil déšť, zanedlouho 21. března byl obsazen jižně položený trojúhelníkový výběžek v bezprostřední blízkosti Kraku des Chevaliers, který byl bráněn provizorní dřevěnou palisádou. 29. března se jedna z věží v jihozápadním rohu zhroutila z důsledku podkopávání, načež Bajbarovo vojsko proniklo vzniklým průlomem do vnějšího prostoru mezi zdmi, kde narazilo na tábořící rolníky.
Ačkoli obrana vnějšího opevnění padla a část posádky byla pobita, johanité ustoupili do většího vnitřního opevnění. Po prodlevě deseti dnů donesli obléhatelé obráncům padělaný dopis zřejmě od mistra johanitů v Tripolisu s informací, že Tripolis již kapituloval a bránící se johanité mají povoleno se vzdát. Posádka Kraku podvod neprohlédla a kapitulovala. Sultán přeživší ušetřil.
Tripolské hrabství však nekapitulovalo; Krak des Chevaliers později posloužil jako Bajbarsova základna k útokům právě proti hrabství.

### Po dobytí
Řádová kaple byla přeměněna v mešitu jako symbol vítězství muslimů nad křesťany. Noví majitelé hradu se zaměřili na opravy zejména vnějších částí opevnění. Hrad byl použit i pro útok na Akkon roku 1291, poslední baštu v křesťanských rukou. Po jejím dobytí byli křižáci ze Svaté země definitivně vyhnáni. Dnes patří k nejzachovalejších křižáckým hradům v Sýrii a od roku 2006 je zapsán na seznamu světového dědictví UNESCO.